# Spadochron hamujący

Lądowanie wahadłowca Discovery po zakończeniu misji STS-92.

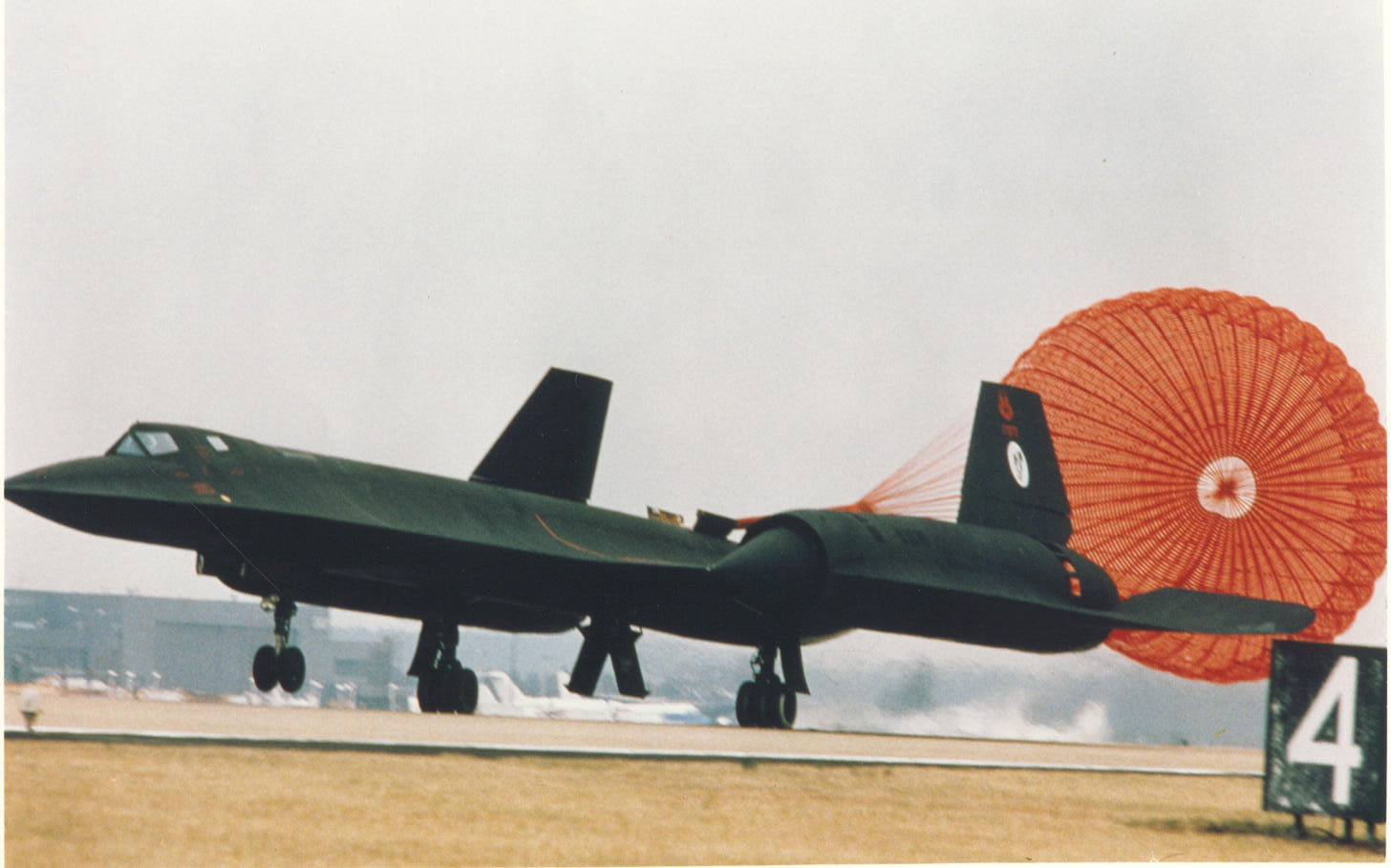
Lądowanie samolotu zwiadowczego Lockheed SR-71 Blackbird z wykorzystaniem spadochronu hamującego.

Spadochron hamujący — typ spadochronu zaprojektowanego specjalnie do zmniejszenia prędkości opadania ładunków wyrzuconych ze statków powietrznych w początkowej fazie opadania lub w celu skrócenia dobiegu samolotów i wahadłowców po wylądowaniu, poprzez zwiększenie oporów aerodynamicznych. Spadochron hamujący jest stosowany również do hamowania samochodów sportowych typu dragster, oraz pojazdów używanych do bicia rekordów prędkości.
Spadochron hamujący samolotu, a czasem zespół dwóch lub trzech spadochronów, jest umieszczony w specjalnym zasobniku znajdującym się w tylnej części kadłuba. Wyrzucenie spadochronu odbywa się przy pomocy sprężyn, sprężonego powietrza lub małego spadochronu wyciągającego zwanego pilotem. Zespół spadochronu jest zamocowany do kadłuba samolotu specjalnym zamkiem, który jest odłączany po wyhamowaniu maszyny zapobiegając jej obróceniu przez wiatr, gdy sprawność steru kierunku jest już zbyt mała, aby zapewnić utrzymanie kierunku na pasie startowym. W celu zabezpieczenia maszyny przed przypadkowym uruchomieniem spadochronu przez pilota podczas lotu z dużą prędkością, spadochron hamujący jest mocowany poprzez specjalny pierścień zabezpieczający, który rozrywa się przy zbyt dużym oporze powietrza chroniąc maszynę przed uszkodzeniami struktur płatowca.
Spadochron hamujący generuje mniejsze opory aerodynamiczne niż spadochrony służące do skoków lub zrzucania towarów, gdyż zbyt gwałtowne zmniejszenie prędkości mogłoby uszkodzić hamowany pojazd lub zerwać spadochron. Z tego względu konstrukcja spadochronów hamujących jest odmienna, a stosowane do ich budowy materiały charakteryzują się większą przepuszczalnością powietrza. Często stosuje się spadochrony taśmowe, których czasze zbudowane są z odpowiednio łączonych taśm tkaniny. Czasze spadochronów taśmowych mogą mieć różne kształty, także prostokątne lub trójkątne.
Spadochrony hamujące używane są również do stabilizacji lotu bardzo szybko poruszających się obiektów takich jak powracające z kosmosu lądowniki. W przypadku katapultowania się pilotów samolotów wojskowych przy bardzo dużych prędkościach również stosuje się spadochrony hamujące stabilizujące lot i zmniejszające prędkość, aby uniknąć uszkodzenia czaszy otwierającego się chwilę później spadochronu głównego, oraz zaplątania się w jego linki. Służą one również do ściągania osłon z czaszy spadochronu w czasie jej rozwijania.
Podczas skoków spadochronowych również stosuje się spadochrony hamujące nazywane pilotem, które właściwie nie zmniejszają prędkości opadania, ale otwierają spadochron wyciągając go z zasobnika. W przypadku skoków w tandemie (dwóch skoczków na jednym spadochronie) spadochron hamujący jest wyrzucany zaraz po opuszczeniu samolotu a jego głównym zadaniem jest stabilizacja lotu.
Spadochrony hamujące produkowane w Polsce
- W Zakładach Sprzętu Technicznego i Turystycznego AVIOTEX w Legionowie (przedsiębiorstwo państwowe) były wyprodukowane lub zmodernizowane spadochrony hamujące do samolotów odrzutowych[4]:
  - SH-19 (do MiG-19),
  - SH-21 (do MiG-21),
  - SH-7M (do Su-7),
  - SH-22 (do Su-22),
  - SH-21U w wersjach od U-1 do U-4,

- W firmie AIR-POL Sp. z o. o. w Legionowie[5]:
  - SH-29 - produkowane są do wszystkich użytkowanych przez Polskie Siły Powietrzne naddźwiękowych samolotów bojowych takich jak Su-22, MiG-21, MiG-23, MiG-29.